# Azolla nilotica
Azolla nilotica là một loài dương xỉ trong họ Salviniaceae. Loài này được Mett. mô tả khoa học đầu tiên năm 1867.
Danh pháp khoa học của loài này chưa được làm sáng tỏ. 